# Aeródromo Añorada
El Aeródromo Añorada (OACI: SCAA) es un terminal aéreo ubicado cerca de Frutillar, en la Provincia de Llanquihue, Región de Los Lagos, Chile. Es de propiedad pública.